# Кворивил (Пенсилванија)
Кворивил (енгл. Quarryville) град је у америчкој савезној држави Пенсилванија.

## Демографија
По попису из 2010. године број становника је 2.576, што је 582 (29,2%) становника више него 2000. године.
| Група             | 2000.         | 2010.         |
| Белци             | 1.917 (96,1%) | 2.367 (91,9%) |
| Афроамериканци    | 9 (0,5%)      | 31 (1,2%)     |
| Азијати           | 5 (0,3%)      | 16 (0,6%)     |
| Хиспаноамериканци | 45 (2,3%)     | 121 (4,7%)    |
| Укупно            | 1.994         | 2.576         |